# 이수환 (정치인)
이수환(1947년 4월 22일 ~ )은 대한민국의 정치인, 기업인이다. 
민선2기 철원군수를 지냈으며, ㈜동주산업개발 대표이사이다.
2022년 4월 5일 더불어민주당 소속으로 철원군수 선거 예비후보에 등록했으나, 범죄경력이 문제가 되자 사퇴한 뒤 무소속으로 2022년 4월 26일 재등록했다.

## 학력
- 문혜초등학교
- 신철원중학교

## 전과
- 명예훼손: 벌금 2,000,000원 - 2002년 10월 8일 선고[1]
- 특정경제범죄가중처벌등에관한법률위반(배임): 징역 1년 6월, 집행유예 2년 - 2003년 11월 6일 선고[1]
- 사기: 징역 1년, 집행유예 2년 - 2007년 4월 17일 선고[1]
- 공익법인의설립운영에관한법률위반: 벌금 7,000,000원 - 2021년 6월 16일 선고[1]

## 역대 선거 결과
|  | 23.30% |

|  | 27.19% |

|  | 24.21% |

|  | 11.15% |

|  | 0% |